# Seo Ji-hye
Seo Ji-hye (hangul: 서지혜; rr: Seo Ji-hye; nascida em 24 de agosto de 1984) é uma atriz sul-coreana. Ela estreou na atuação em 2003 com o drama televisivo All In e após atrair a atenção no filme de terror Voice (2005), Seo atuou em papéis de destaque em diversos dramas televisivos, como Shin Don (2005), Over the Rainbow (2006), Chunja's Happy Events (2008), 49 Days (2011), Punch (2014), Jealousy Incarnate (2016), Heart Surgeons (2018) e Crash Landing on You (2019).

## Filmografia

### Cinema
| Ano  | Título                  | Papel          | Ref.  |
| ---- | ----------------------- | -------------- | ----- |
| 2005 | Voice                   | Kang Seon-min  | [ 1 ] |
| 2007 | The Mafia, the Salesman | Han Soo-jung   | [ 2 ] |
| 2010 | A Lone Tree             | Kim Soon-young | [ 3 ] |
| 2011 | The Suicide Forecast    | Lee Hye-in     | [ 4 ] |
| 2018 | Rampant                 | Concubina Jo   | [ 5 ] |

### Televisão
| Ano       | Título                                          | Papel               | Emissora | Notas         |
| --------- | ----------------------------------------------- | ------------------- | -------- | ------------- |
| 2003      | All In                                          | Ae-sook/Mi-hee      | SBS      |               |
| 2003      | Marriage Story "사랑을소매치기하다"             | Choi Soo-jin        | KBS2     |               |
| 2004      | Into the Storm                                  | Yoo-ri              | SBS      |               |
| 2004      | The Woman Who Wants to Marry                    | Song Yoo-ri         | MBC      |               |
| 2004      | My 19 Year Old Sister-in-Law                    | Kang Ye-rim         | SBS      |               |
| 2005      | Ice Girl                                        | Cha Joo-ha          | KBS2     | [ 6 ]         |
| 2005      | Shin Don                                        | Rainha Noguk/Ban-ya | MBC      | [ 7 ]         |
| 2005      | MBC Best Theater "Bird..."                      | Jung Eun-seo        | MBC      | [ 8 ]         |
| 2006      | Over the Rainbow                                | Ma Sang-mi          | MBC      | [ 9 ]         |
| 2006      | MBC Best Theater "Who Is Living in That House?" | Tae-young           | MBC      | [ 10 ]        |
| 2007      | Legend of Hyang Dan                             | Hyangdan            | MBC      | [ 11 ]        |
| 2008      | I Love You                                      | Na Young-hee        | MBC      | [ 12 ]        |
| 2008      | Chunja's Happy Events                           | Yeon Boon-hong      | MBC      | [ 13 ]        |
| 2010      | Kim Su-ro, The Iron King                        | Heo Hwang-ok        | MBC      | [ 14 ]        |
| 2010      | Drama Special "Snail Gosiwon"                   | Mi-roo              | KBS2     | [ 15 ]        |
| 2011      | 49 Days                                         | Shin In-jung        | SBS      | [ 16 ] [ 17 ] |
| 2012      | The Moon and Stars for You                      | Han Chae-won        | KBS1     | [ 18 ]        |
| 2013      | Drama Festival: Me, Dad, Mom, Grandma and Anna  | Mãe                 | MBC      | [ 19 ]        |
| 2014      | Noblewoman                                      | Yoon Shin-ae        | JTBC     | [ 20 ]        |
| 2014      | Punch                                           | Choi Yeon-jin       | SBS      | [ 21 ]        |
| 2016      | Yeah, That's How It Is                          | Lee Ji-sun          | SBS      | [ 22 ]        |
| 2016      | Jealousy Incarnate                              | Hong Hye-won        | SBS      | [ 23 ]        |
| 2017      | Whisper                                         | Choi Yun-ji         | SBS      | [ 24 ]        |
| 2017      | Black Knight: The Man Who Guards Me             | Sharon/Choi Seo-rin | KBS2     | [ 25 ]        |
| 2018      | Heart Surgeons                                  | Yoon Soo-yeon       | SBS      | [ 26 ] [ 27 ] |
| 2019-2020 | Crash Landing on You                            | Seo Dan             | tvN      | [ 28 ]        |
| 2020      | Shall We Eat Dinner Together?                   | Woo Do-hee          | MBC      | [ 29 ]        |

## Participações em vídeos musicais
| Ano  | Canção título         | Artista        |
| ---- | --------------------- | -------------- |
| 2002 | "Stars"               | Taemu          |
| 2002 | "The Snow Is Falling" | Taemu          |
| 2005 | "붙잡고 싶어질테니까" | Eunhuul        |
| 2007 | "I Love You"          | Fly to the Sky |
| 2009 | "The Day I Miss You"  | Park Sang-min  |

## Prêmios e indicações
| Ano  | Prêmio                              | Categoria                                                       | Trabalho indicado                   | Resultado | Ref.   |
| ---- | ----------------------------------- | --------------------------------------------------------------- | ----------------------------------- | --------- | ------ |
| 2005 | MBC Drama Awards                    | Melhor Atriz Revelação                                          | Shin Don                            | Venceu    | [ 30 ] |
| 2011 | SBS Drama Awards                    | Prêmio de Excelência, Atriz em Drama Especial                   | 49 Days                             | Indicado  |        |
| 2012 | KBS Drama Awards                    | Prêmio de Excelência, Atriz em Drama Diário                     | The Moon and Stars for You          | Venceu    | [ 31 ] |
| 2015 | Gwangju International Film Festival | Melhor Estrela de TV                                            | Punch                               | Venceu    | [ 32 ] |
| 2016 | SBS Drama Awards                    | Prêmio de Atuação Especial, Atriz em Drama de Comédia Romântica | Jealousy Incarnate                  | Venceu    | [ 33 ] |
| 2018 | SBS Drama Awards                    | Prêmio de Excelência, Atriz em Drama de Quarta-Quinta-feira     | Heart Surgeons                      | Venceu    | [ 34 ] |
| 2018 | KBS Drama Awards                    | Prêmio de Excelência, Atriz em Drama de Média Duração           | Black Knight: The Man Who Guards Me | Indicado  |        |